# Дзетшковиці
Дзетшковиці (пол. Dzietrzkowice) — село в Польщі, у гміні Лубніце Верушовського повіту Лодзинського воєводства.
Населення — 1029 осіб (2011).

## Демографія
Демографічна структура станом на 31 березня 2011 року:
|          | Загалом | Допрацездатний вік | Працездатний вік | Постпрацездатний вік |
| -------- | ------- | ------------------ | ---------------- | -------------------- |
| Чоловіки | 507     | 128                | 325              | 54                   |
| Жінки    | 522     | 115                | 285              | 122                  |
| Разом    | 1029    | 243                | 610              | 176                  |